# Општина Сарбени
Сарбени (рум. Sârbeni) општина је у Румунији у округу Телеорман.
Oпштина се налази на надморској висини од 142 m.